# Нортумбрийский диалект древнеанглийского языка
Нортумбрийский диалект — один из диалектов древнеанглийского языка, на котором говорили в англосаксонском королевстве Нортумбрия.
Некоторые из самых ранних сохранившихся древнеанглийских текстов были написаны на нортумбрийском диалекте, например, «Гимн Кэдмона» (VII век) и «Предсмертная песня Беды» (VIII век). Другие произведения, в том числе большая часть поэзии Кэдмона, были утрачены. Другими примерами этого диалекта являются руны на Рутвельском кресте, содержащие фрагмент из «Сна о кресте». Также на нортумбрийском диалекте были написаны глоссы в Евангелие из Линдисфарна. 
Шотландский язык (в том числе ольстерско-шотландский) происходит от нортумбрийского диалекта, как и современные нортумбрийский, камберлендский и йоркширский диалекты, а также диалект Северного Ланкашира.

## История
Историки-лингвисты выделяют четыре отдельных диалекта древнеанглийского языка: нортумбрийский, мерсийский, кентский и западно-саксонский диалект. Нортумбрийский значительно отличался от диалектов, на которых говорили в других королевствах, особенно от западносаксонского. С другой стороны, современный английский язык берёт своё начало в мерсийском диалекте, который был наиболее близок к нортумбрийскому. 
Англы принесли свой язык в Нортумбрию в VI веке нашей эры, откуда он распространился на современную шотландский Лоуленд. Ранняя форма нортумбрийского диалекта впервые была зафиксирована в поэзии: Гимн Кэдмона (VII век), сочинения Беды Достопочтенного (VIII век) и Лейденская загадка. Этот диалект также можно найти в глоссах Евангелия из Линдисфарна, датированных примерно 970 годом, а также в руническом тексте из «Сона о Кресте» и на Рутвельском кресте, который датируется примерно 750 годом. Позднее Нортумбрия была завоёвана данами (867—883), и с этого момента на нортумбрийский диалект стало оказывать влияние древнескандинавское наречие.
Территория, которая сейчас находится на юге Шотландии и изначально была частью королевства Нортумбрия, была захвачена шотландским королём Кеннетом III и стала частью шотландских земель. Несмотря на то, что король говорил на шотландском гэльском языке, он позволил региону сохранить нортумбрийский язык. Однако после битвы при Кархэме регион отделился от Нортумбрии, северная половина территории оказалась под властью Шотландии, а южная — под властью Англии. Язык к северу от границы позже стал известен как шотландский.

## Примеры

### Гимн Кэдмона
Nū sċylun herġan ‖ hefaenrīċaes uard,
metudæs maecti ‖ end his mōdġidanc,
uerc uuldurfadur, ‖ suē hē uundra ġihuaes,
ēċi dryctin ‖ ōr āstelidæ.
Hē aerist sċōp ‖ aelda barnum
heben til hrōfe, ‖ hāleġ sċepend.
Thā middunġeard, ‖ moncynnæs uard,
ēċi dryctin ‖ æfter tīadæ,

fīrum foldu, ‖ frēa allmectiġ.

### Предсмертная песня Беды[3]
Fore thēm neidfaerae ‖ naeniġ uuiurthit
thoncsnottura, ‖ than him tharf sīe
tō ymbhyċġġannae ‖ aer his hiniongae
huaet his gāstae ‖ gōdaes aeththa yflaes

aefter dēothdaeġe ‖ doemid uueorthae.

### Лейденская загадка
Mec se uēta uong, ‖ uundrum frēoriġ,
ob his innaðae ‖ aerest cændæ.
Ni uaat iċ mec biuorthæ ‖ uullan flīusum,
hērum ðerh hēhcraeft, ‖ hyġiðoncum mīn.
Uundnae mē ni bīað ueflæ, ‖ ni iċ uarp hafæ,
ni ðerih ðrēatun ġiðraec ‖ ðrēt mē hlimmith,
ne mē hrūtendu ‖ hrīsil sċelfath,
ni mec ōuana ‖ aam sċeal cnyssa.
Uyrmas mec ni āuēfun ‖ uyrdi craeftum,
ðā ði ġeolu gōdueb ‖ ġeatum fraetuath.
Uil mec huethrae suaeðēh ‖ uīdæ ofaer eorðu
hātan mith heliðum ‖ hyhtliċ ġiuǣde;
ni anoeġu nō iċ mē aeriġfaerae ‖ eġsan brōgum,

ðēh ði numen sīæ ‖ nīudlicae ob cocrum.